# Brian Raman
Brian Raman (Brasschaat, 14 oktober 1996) is een Belgische darter die uitkomt voor de PDC. In 2021 werd hij de tweede Belg ooit die de WDF-ranking aanvoerde, na Leo Laurens in 1993.

## Carrière
Raman wist zich als eerste Belg ooit via de Rileys Amateur Qualifiers te kwalificeren voor het UK Open 2019. Later in 2019 won Raman de Denmark Masters, waarin hij Willem Mandigers versloeg in de finale. In september 2019 kwalificeerde hij zich voor het BDO World Darts Championship 2020 en speelde tegen Paul Hogan in de voorronde, waarin hij verloor met 3 sets tegen 1.
In 2020 nam hij deel aan de PDC Q-School, waar hij de halve finale bereikte op de eerste dag, waarin hij verloor van Harald Leitinger. Hij wist geen Tour Card te bemachtigen op de Q-School en hij speelde vervolgens in de PDC Challenge Tour. Raman behaalde de finale van het Dutch Open, die hij met 3-1 verloor van Ross Montgomery.
Ook in 2022 nam Raman deel aan de Europese tour van de Q-School, waar hij op de tweede dag van Fase 2 een tourcard wist te bemachtigen door in de finale Jules van Dongen te verslaan met 4-6, na 4-0 achter te hebben gestaan.
Ondanks dat Raman een PDC-tourcard wist te bemachtigen mocht hij toch deelnemen aan het WDF World Darts Championship 2022, waarvoor hij als eerste in de WDF-ranking automatisch gekwalificeerd was. Hij werd in de kwartfinale uitgeschakeld door Richard Veenstra met 4-2.
Tijdens het German Darts Open 2023 wist Raman zijn beste prestatie te behalen op de European Tour. Na overwinningen op Nico Kurz, Rob Cross en Nathan Aspinall, werd Raman in de kwartfinale uitgeschakeld door Wesley Plaisier met 6-3.
Raman zakte na het WK 2024 weg naar plaats 89 waardoor hij in januari 2024 terug naar Q-school moest om opnieuw een PDC-Tour Card te bemachtigen. Hier wist hij niet in te slagen, waardoor hij in 2024 voornamelijk actief was in de PDC Challenge Tour, de MODUS Super Series en verschillende tornooien van de WDF.
In februari 2024 won Raman het koppeltoernooi van het Dutch Open samen met Damian Mol. Op 5 september 2024 wist Raman zich via de Host Nation Qualifier te plaatsen voor de allereerste editie van de Flanders Darts Trophy in Antwerpen. Hij verloor in de eerste ronde van Jermaine Wattimena met 6-4. Op 15 september 2024 won Raman het Italian Open op het WDF-circuit door in de finale met 5-2 te winnen van Xanti Van den Bergh.
Ook in 2025 nam Raman deel aan de PDC Q-School. Hij ging vlot van de eerste fase door naar de finale fase, maar opnieuw wist hij geen Tour Card te behalen.
Op 26 januari 2025 won Raman de finale van de Romanian Open van Damian Mol.

## Resultaten op wereldkampioenschappen

### BDO
- 2020: Voorronde (verloren van Paul Hogan met 1–3)

### WDF
- 2022: Kwartfinale (verloren van Richard Veenstra met 2–4)
- 2024: Laatste 16 (verloren van François Schweyen met 2–3)

### PDC World Youth Championship
- 2017: Laatste 64 (verloren van Rusty-Jake Rodriguez met 5-6)
- 2018: Laatste 32 (verloren van Geert Nentjes met 4-6)
- 2020: Kwartfinale (verloren van Joe Davis met 4-6)